# 比薩餅歷史

比萨饼

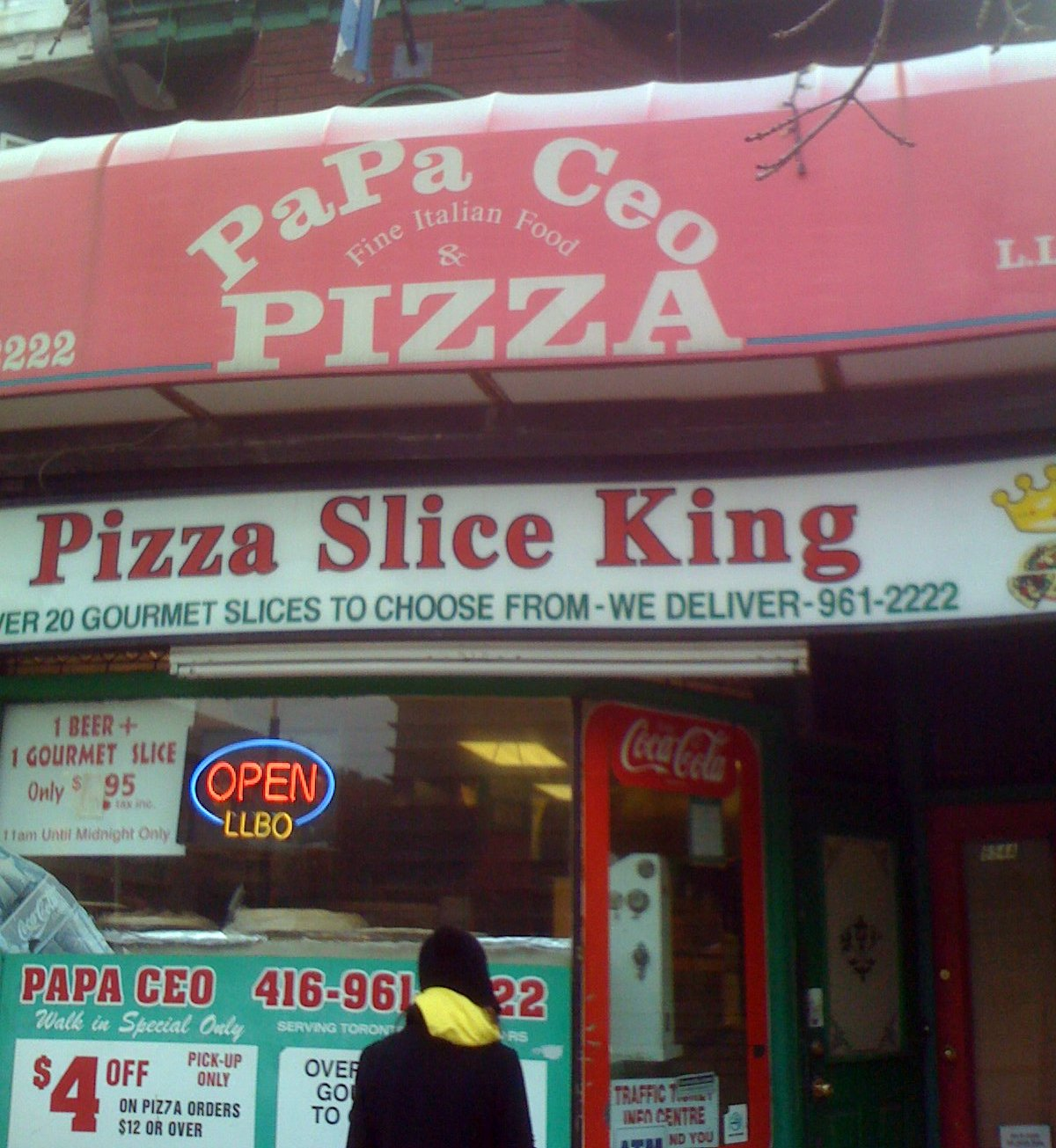
外賣比萨店

比萨饼的歷史悠久、複雜并且不确定，因此经常引发争论，而且“比萨”（"pizza"）一词的起源也不明确。根據考證，最早是在公元997年在加埃塔（Gaeta，羅馬與那不勒斯之間的海濱小城）以中古拉丁文記載，之後在義大利中部和南部的不同地區都有披薩的相關記載。
披薩歷史始於古代，當時全球各種古老文化都有生產大餅，並以各種配料搭配。披薩的前身可能是羅馬時代的佛卡夏（Focaccia），即是一種被稱為 panis focacius 的扁平麵包，然後可以添加配料。至於當今形態的披薩是則從18、19世紀，在義大利那不勒斯類似大餅的菜餚所演變而來的。后来，披薩的配料逐漸形成以油、奶酪、番茄或者鱼片為主；1889年6月，Raffaele Esposito 厨师以番茄、義大利乾酪和羅勒的配料，表現義大利國旗的顏色，创造出有名的“瑪格麗塔披薩”（Pizza Margherita），他是第一个在比萨饼上放置奶酪作配料的廚師。
披薩原本主要是義大利國人以及其對外移民的主要食物之一。但在二戰後，駐紮在義大利的盟軍在享用披薩和其他義大利美食，並將該飲食文化帶回各自的母國後，引發披薩美食的全球傳播。

## 起源
考古學家在薩丁尼亞、法國和義大利，曾發現7000多年前烘焙的麵包。據法國考古學家 Philippe Marinval 稱，當地島民將此種麵包進行發酵以製作。在考古中過程發現，類似披薩的食物自古就有很多，人們在麵包中添加其他成分以使增進美味的紀錄，在古代歷史中經常可看到。
例如在公元前6世紀，波斯士兵就在戰鬥盾牌上烤奶酪和棗子。在古希臘，市民製作一種扁平麵包，叫做 plakous，使用香草、洋蔥、奶酪和大蒜等配料。一些評論家認為現代披薩的起源可以追溯到Pizzarella，這是羅馬猶太人在逾越節所吃的猶太潔食。以色列政治家 Abba Eban 寫道“一些學者認為披薩是在2000多年前，羅馬士兵在無酵餅中加入奶酪和橄欖油時製作的”。
其他還有從古代地中海世界流傳至今的大餅的例子，包含羅馬人的佛卡夏（Focaccia）；黎凡特（地中海東岸一帶）的 manakish，來自加泰隆尼亞、瓦倫西亞和巴利阿里群島的 coca；希臘的 pita；巴爾幹半島的 lepinja；或義大利艾米利亚-罗马涅大区的 piadina。全球還有類似的食物，包括中國的大餅；印度的 paratha；中亞和南亞的 naan/roti；撒丁尼亞島的 carasau、spianata、guttiau、pistoccu；和芬蘭的 rieska。還有歐洲許多類似的餡餅，覆蓋有奶酪、肉類、蔬菜和調味料，例如阿爾薩斯的 flammkuchen、德國的 zwiebelkuchen 和法國的 quiche。
在16世紀的那不勒斯，galette 扁麵包被稱為披薩，一般別稱為窮人的菜，基本上不被認為是廚房食譜，在街上出售給一般人。1843年，文豪大仲馬描述披薩配料的多樣性。一個經常被提及的故事是：1889年6月11日，為紀念義大利王后瑪格麗塔，那不勒斯披薩廚師 Raffaele Esposito 用西紅柿、馬蘇里拉奶酪和羅勒裝飾披薩，創造出“瑪格麗塔披薩”，以代表義大利國旗上的鮮豔顏色。
披薩逐步演變成一種麵包和番茄菜餚，通常搭配奶酪，但20世紀初以前，這道菜是甜味而非鹹味，像是現在被稱為 schiacciata 的扁平麵包。佩萊格里諾·阿圖西（Pellegrino Artusi）在20世紀早期的經典食譜《La Scienza in cucina e l'Arte di mangiar bene》給出了3種披薩食譜，都屬於甜食。經過一些讀者的回饋，在1911年發行時添加了一張與該書裝訂在一起的打字紙，上面寫的拿坡里披薩食譜包括馬蘇里拉起司、番茄、鯷魚和蘑菇；到1927年，義大利廚師艾達·博尼（Ada Boni）在其著名的義大利食譜《il talismano della felicità》採用了包括西紅柿和馬蘇里拉奶酪在內的食譜，日後披薩才轉為以鹹味為主。

## 創新
披薩其實就是薄乾脆餅（flat bread）的不斷創新，特別是把番茄當成配料加在脆餅上，是最大的創新改變。在16世紀，番茄隨著地理大發現從美洲被帶到歐洲；但歷經很長一段時間，番茄都未被人們當成食物，因為很多人們認為番茄就像其它的茄屬植物一樣，可能具有毒性。一直到18世紀後期，那不勒斯一帶的貧窮家戶把蕃茄加在發酵薄脆餅上食用，此食譜逐漸普遍流行，於是現代披薩的原型就此誕生。這道菜肴開始成為流行，披薩也成為旅行者到城市貧窮區探險、體驗美食的焦點。
在1830年以前，披薩是在店外的露天貨架或由攤販出售的。許多披薩店將此古老傳統販售方式保存至今，我們可以經常可以在街頭看到的景象，個人坐在公園獨享紙包食物的美味披薩，加上一杯從露天貨架上購買的飲料。披薩經過不斷的創新與改進，形成一種常見的庶民文化。法國作家及美食家亞歷山大·仲馬（大仲馬）在他的著作《Le Corricolo》對披薩描述，他寫道：“在那不勒斯，披薩上面加有豬、牛油、乳酪、番茄或者鳳尾魚”，而且在那不勒斯的冬季中，那是經濟貧困者的唯一食物。

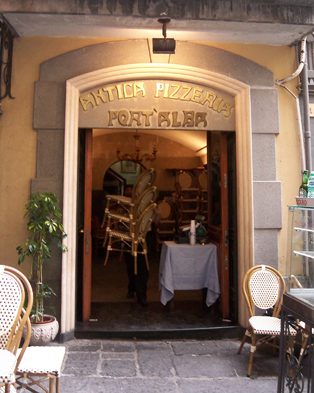
那不勒斯的Antica Pizzeria Port'Alba比萨店

一般認爲，那不勒斯的 Antica Pizzeria Port'Alba 是第一家成立的披薩店。自1738年起，Antica Pizzeria Port'Alba 為小販們製作披薩；1830年，他們擴大規模成為帶有桌椅，提供顧客服務的披薩餐館。超過280年的經營至今，商店仍然存在並一如往昔提供美味的披薩。
那不勒斯人對待披薩的態度非常認真。純化論者—例如 Via C. Sersale 著名的披薩店“Da Michele”（建立於1870年）認定真正的披薩就只有兩種—“Marinara”（水手披薩）和“Margherita”（瑪格麗塔披薩），並且該店堅持只賣這兩種披薩。Marinara 是最古老的一種披薩，它上面有番茄、牛至、大蒜、特級初榨橄欖油，通常還有羅勒；披薩之所以叫做“Marinara”，並不是因為披薩上面的義大利式蕃茄醬（Alla marinara），而是因為其原料都可以長久保存，能讓水手們（Marinai）在其漫長的旅程中隨身帶著披薩並隨時享用。至於 Margherita 則歸功於廚師 Raffaele Esposito 創新的披薩，Esposito 在“Pietro... e basta così”的披薩店工作，該店建於1880年，至今仍以“布蘭迪披薩店”的名字運營；1889年，他為義大利國王翁貝托一世和王后瑪格麗塔烤製3款不同的披薩，王后最喜歡的有義大利國旗三色的披薩——綠色（羅勒葉）、白色（馬蘇里拉奶酪）和紅色（番茄），為了表達對王后的敬意，從此這種披薩就叫做“瑪格麗塔披薩”。
成立於1984年的“Associazione Verace Pizza Napoletana”（“那不勒斯真正披薩協會”）制定非常具體的規則：要求廚師遵守正宗的披薩烘製作法，以維持真正的那不勒斯傳統披薩。其中包括：披薩必須在燃木圓頂烤箱中烘烤；底部麵皮必須以手工揉捏；不得使用任何機械方式製備。另外，披薩直徑不得超過 35 厘米；中心厚度不可超過三分之一厘米。該協會還擇優選取發布世界各地的披薩店，以傳播拿坡里披薩的理念和方法。
那不勒斯以披薩聞名，市內有許多著名的披薩店，其中大部分位於那不勒斯古老的歷史中心，有許多傳統披薩店。例如 Da Michele、Port'Alba、Brandi、Di Matteo、Sorbillo、Trianon 和 Umberto。這些披薩店也自行設有一些店內標準，甚至比協會指定的規則更加嚴格。例如，僅可使用維蘇威火山斜坡上生長的聖馬扎諾番茄；只能以順時針方向淋上橄欖油和放置番茄配料。
即使在義大利發源地，人們對披薩口味的喜愛也各有不同。例如在那不勒斯，披薩的底部麵皮必須柔軟而柔韌。但在羅馬，薄而脆的披薩麵皮卻更受到更多的喜愛。此外，在義大利還有一種流行的披薩是“pizza al taglio”，這是一種在矩形托盤中烘烤的披薩，上面有各種配料，店家會按重量切割出售。
披薩大眾美食，持續不斷創新。一些眾人矚目的事件記錄如下：
1962年，加拿大安大略省查塔姆衛星餐廳創新出“夏威夷披薩”，顛覆傳統披薩製法，在麵皮頂部放有鳳梨和火腿。
2009年12月，歐盟授予拿坡里披薩為受保護的原產地名稱（PDO）。
2012年，世界上最大的披薩在羅馬烘焙完成，面積廣達1261.65平方米。
2016年，被媒體廣泛報導的機器人公司 BeeHex 發明出能夠以3D列印製作披薩的機器人。
2017年12月，拿坡里披薩被列入聯合國教科文組織的非物質文化遺產名錄。

## 美國的披薩市場
隨著19世紀後期義大利移民的到來，披薩首次出現在美國，並在紐約市、芝加哥、費城、特倫頓和聖路易斯等大量義大利裔的城市中創造大量的銷售。
1904年發表在《波士頓日報》上的一篇文章，是美國第一次有刊物提及披薩。Bruno 家族於1903年從義大利那不勒斯來到美國，將那不勒斯披薩介紹到波士頓。1905年，紐約第一家披薩店獲得執照並開張，是美國最早的披薩銷售企業之一，當時的客戶以義大利裔移民為主，包含義大利裔男高音 Enrico Caruso 在內。1910年，披薩被帶到新澤西的特倫頓地區經營販賣，緊隨其後當地許多店鋪開業，都是由同一義大利家族經營。這些餐廳經營超過一世紀，至今仍是當地最受歡迎的披薩之一。康涅狄格州紐哈芬市的披薩店，於1925年開業，以其蛤蜊餡餅而聞名，其後許多店面開立，都是由原始家族的後代經營。
在1940年代以前，在美國的披薩消費仍限於義大利移民及其後代為主。在二戰後，從義大利戰役歸來的退伍軍人，從班兵到艾森豪將軍，人人吹捧義大利披薩美食，使得美國急速成為現成的披薩美食的市場。1943年，美國企業家開創深盤披薩店Pizzeria Uno，將義大利美食改造創新，成為新形態的芝加哥風格的美式披薩。1960年代，披薩在美國已經流行普及，甚至成為當時著名大力水手卡通影集中的一集主題。之後隨著達美樂（Domino's）、必勝客（Pizza Hut）和棒約翰（Papa John's）等披薩連鎖店的大力推出，披薩消費在美國更是激增。披薩就此成為美國人的普及食物，包括來自外賣烘烤的披薩，以及超市的冷藏披薩，披薩在美國餐桌上隨處可見。據統計，每天有13%的美國人用餐時吃披薩。

## 語源
Pizza這個詞的文字記錄可追溯至公元997年，一本出自意大利南部城市加埃塔的拉丁文書籍。這個詞的起源並不確定而且具爭議性，它的發展可大致可分為以下七種主要的理論：
- 出自古高地德语單詞bizzo或pizzo，解釋為mouthful（指用牙咬），在公元6世紀中葉透過入侵伦巴底帶到意大利。[41]這個解釋為牛津英語詞典所採用但他們指出這個解釋並未得到證實。[42]
- 來自拉丁語的pinsa，這個字的動詞的過去分詞是pinsere解釋是猛烈的撞擊或擠壓，代表壓平生麵糰的步驟。
- 來自意大利語的pizzicare，解釋是將物體沉重擊落的聲音，代表披薩由烤爐中被快速取出的情形。（Pizzicare由另一個更古老的意大利語“pizzo”所引伸出來，代表一點）。[43]
- 出自拉丁語的picea，形容在烤爐中變黑的麵包或積聚在烤爐底部的灰。
- 出自亞拉姆語的pita（as פיתא），出現在巴比倫塔木德一書中，是麵包的統稱，這個字可追溯至同源的字剛松，代表組成平的表面，好似圓麵餅。[來源請求]
- 出自古希臘語的πίσσα（pissa，雅典希臘語為 πίττα, pitta）, "pitch" [44][45]或 ptea "bran"（pétítés, "bran bread"）。[46]
- 出自古希臘語的πικτή（pikte），意思是發酵的糕點，在拉丁語中則轉變成picta，最後通俗拉丁語將pitta改成pizza。